# الحافلة (لوحة)
الحافلة (بالسويدية: Omnibus) هي إحدى كنوز الأعمال الفنية النادرة. منها نسختان، الأولى معروضة في المتحف الوطني السويدي، والأُخرى في متحف إيزابيلا ستيوارت غاردنر في بوسطن. رُسمت هذه اللوحة بريشة أندرس زورن خلال إقامته في باريس ما بين سنتي 1891 و1892، حيث كان يقوم بالعديد من السفرات راكباً الحافلة من منزله في مومارت ليقوم بدراسة الركاب. عندما كانت الحافلة تسير في المدينة كان الضوء بداخلها يتغير باستمرار، إذ كانت أضواء الشارع الكهربائية قد رُكبت مؤخراً في شوارع باريس. وكان مزيج الضوء الاصطناعي والطبيعي قد خلق تأثيراً جديداً و غير متوقع، فحاول زورن أن ينقل هذا التأثير على القماش. وصف النقاد المعاصرين هذه اللوحة بفائقة الحداثة.

## وصلات خارجية
- المتحف الوطني السويدي
- لوحة الحافلة (Omnibus) في المتحف الوطني السويدي